# Vaxainville
Vaxainville település Franciaországban, Meurthe-et-Moselle megyében. Lakosainak száma 84 fő (2022. január 1.). Vaxainville Brouville, Hablainville, Mignéville, Pettonville és Reherrey községekkel határos.

## Népesség
A település népessége az elmúlt években az alábbi módon változott:
| Lakosok száma | 74   | 80   | 68   | 81   | 94   | 100  | 99   | 88   | 87   | 84   |
|               | 1968 | 1982 | 1990 | 2006 | 2013 | 2015 | 2017 | 2019 | 2020 | 2022 |